# ヒーローズファンタジア
『ヒーローズファンタジア』は、バンダイナムコゲームス（バンプレストレーベル）から2012年1月19日に発売されたPlayStation Portable専用ソフト。
1990年代から2000年代にかけて放映されたアニメ10作品のキャラクターが集結するクロスオーバー作品で、それぞれのキャラクターが特殊能力を用いて戦うロールプレイングゲームである。

## ゲームシステム
プレイヤーキャラクターは基本的に本作オリジナルの主人公によるが、ストーリーが進み登場作品が増えるとパーティーからオリジナル主人公を外して戦闘人員を編成することができる。ただし戦闘パーティー人員の選択は作品単位であるため、キャラクター単体でのパーティー編成は不可能。選択作品は4作のみ（1パーティー4ユニット）であるが、ストーリー進行に伴い作品毎にパーティー編成がアンロックされ、最終的には好きなメンバーでパーティーを組めるようになる。
マップフィールド
通常フィールドは平面360度の各方位スクロール移動。ただし当然、指定外の位置（障害・崖などがある場所）は通過できない。敵と遭遇することにより戦闘フィールドに移行する。ダンジョン深部にある「ジェネレータ」という装置を操作することで、エンカウント率を通常・エンカウント率大・エンカウントなしのいずれかに切り替えることができる。
フィールド内のギミックには、踏みスイッチ、切り替えスイッチ、重量スイッチなどがあり、ダンジョンによって細かい性質は異なる。
セーブポイントは各ダンジョンに2個前後存在しており、接触することでHP・PPが全回復する。基本的に最後の一つはボス直前に置かれていることが多い。
攻撃・防御
戦闘は攻撃ターンと防御ターンの攻守交替の連続で行われる。自ターン開始時に前線に出ているキャラ4名の「連携」の値に応じてアタックポイント（AP）が増加し、4人のキャラに対応するボタンを押すことでAPを最低100消費して攻撃を行う。また、キャラごとに決まったタイミングでボタンを再度押すことで、強化して攻撃を行える（ただし、その分APを消費する）。強化段階はキャラとレベルによって決まり、最大3，4段階まで存在する。相手が複数いても攻撃対象は選択できず、与えたダメージによって決まった順番で敵が消滅していく。
1回目の攻撃開始時、ボタンを押し続けることでオーバーチャージを行うことができ、APを余分に消費することでキャラごとに決まった能力を引き上げての攻撃を行うことができる。
攻撃を連続して行うとコンボが発生し、与ダメージにコンボ数×1％のダメージ補正が発生する。コンボはターンエンド・必殺技を使用・一切攻撃せずにしばらく待機するまで持続し、終了すると攻撃したキャラの魅力の値によって採点が行われ、HPが回復する。
APが100を切るか、残APの半分を消費してターンを終了すると相手ターンになる。自ターン時とは違い攻撃対象は個別指定であり、対象は攻撃によって範囲が異なる。また、APも存在するが、攻撃の種類によって規定のAPを消費する形式である（消費した量は表示されるので、攻撃の種類は判別可能）。攻撃が確定してから開始するまで数秒の猶予があり、それまでにキャラに対応するボタンを押すことでファンタジアポイント（PP）を消費して防御能力（ガード・回避発生率）を上げることができる。ある程度攻撃するとターンエンドとなり、自ターンに移る。この際、PPが最大値の15％回復する。
どちらのターンであっても、十字キーを押すことで場所を移動し、前線に出ているメンバーを控えているメンバーに切り替えることができる（事前にメンバー設定をする必要あり）。戦闘開始時のメンバーのほかに3セット用意することができるので、最大16人同時に参戦可能。なお、前線に出ているメンバーが3人以下の場合、防御時に切り替えを行うことで運が良ければ相手の攻撃を空振りさせることもできる。
ダメージは、クリティカル・ヒット・ガード・ミスの4パターンが存在し、攻撃側の会心・命中値と防御側の防御値によってどれになるかの判定が行われる。防御値は被ダメージを直接下げる効果ではない。クリティカルの優先度は一番高く、たとえ攻撃側の命中率がいかに低く防御側の防御値がどれだけ高かろうがクリティカル判定優先となる。ダメージは攻撃を受けるキャラによって差がある模様。
必殺技
Lボタンを押しながらキャラに対応したボタンを押すことで、キャラごとに一定のPPを消費して必殺技を使用できる（一部のキャラは変動する）。キャラによって、ムービーが流れるか否か差がある。
発動すると、そのキャラが装備している「スピリット」によって、フィールドに能力の強化/弱化等の影響を1 - 6ターン程度及ぼすことができる。スピリットは違う系統の効果が発生すると上書きされてしまうが、同じ系統の効果は重ねがけができる（強化/弱化は同系統扱い）。敵の攻撃力を上げてしまう等のデメリット型も存在する。
敵も必殺技を使用してくる場合があり、その場合もスピリットの変更は行われる。低消費でスピリットの変更だけを行う攻撃を持った敵も存在する。
リヴァイブアクション
ヒーローポイント（HP）が0になると戦意喪失状態となり、戦闘から一時外れる。しかし、この状態で他のキャラが攻撃を受けると徐々にHPゲージが増加していき、半分以上回復した状態でそのキャラのボタンを押せば戦線に復帰できる（攻撃動作前なら敵ターンでも復活可能）。
HPが完全に回復した状態でリヴァイブアクションを行うと、「英雄モード」に突入。攻撃ターン・防御ターンの各1ターンずつ計2ターンにおいてHPおよびPPが目減りしない無敵状態となる。また英雄モード突入時は戦闘時BGMが英雄モード突入ユニット作品の主題歌に切り替わる。カスタムサントラを設定可能な状況になっていれば、この時の音楽を任意のものに変更可能（キャラ個別で指定）。
クロスオーバー状態
2作品以上のキャラが戦闘に参加しており、すべてのキャラが一度は攻撃を行なった場合に発生。コンボが終了するまでクリティカルの発生率が3倍となる。そのため、クリティカル率が34%以上の攻撃はすべて必中となる。
アシスト効果
攻撃キャラのボタンが押された時、攻撃を行なっていないキャラからアシスト効果を受けることができる。アシスト効果は待機中のキャラが装備しているアクセサリによって固定であり、攻撃・命中・会心・魅力のいずれかを増加させる。そのため、見栄え以外に2人以上のキャラが同時に攻撃を行うメリットはない。
ブレイブポイント
レベルアップまたはダンジョン内の宝箱からブレイブポイントを入手できる。これを各キャラのステータスまたは技に対してポイントを割り振ることで、攻撃力やクリティカル発生率等の性能を増加させることができる（最大値は全キャラ共通で、その範囲で個別に割り振り可能）。メニューからいつでもメンバーのブレイブを割り振りなおすことができる。
未使用分はHPまたはPPに還元される。どちらが上昇するか及びHP・PPの基礎値はキャラによって違う。HP・PPは前線メンバー・控えメンバーで共有であり、控えだろうと上昇すればそのメンバーそのものの最大値が上昇する。
ナレッジ
宝箱やドロップアイテムとして入手できる、「知識」。作中でほとんど触られないアドロアスやS.I.R.に関する過去などの情報が見られるようになる。あくまで補助知識であり、ゲーム攻略には関わらない。
ゲームオーバー
パーティー全員が戦意喪失になるとゲームオーバーとなり、タイトル画面に戻される。この場合、最後にセーブした箇所からやり直しとなる。

## あらすじ
主人公は国際調査機関「沢田国際リサーチ」に所属する調査エージェント。ある日「沢田国際リサーチ」は複数の国家特務機関から対アルター警務機関「ホーリー」の監査を依頼され、主人公はその任務のためにホーリー本部に向かう。ところがそこでホーリーに捕縛されていたカズマの脱走に遭遇。共犯の嫌疑をかけられた主人公はホーリーに捕縛されそうになるが、その中でリナ=インバースを引きつれた、異世界アドロアスの使者リュードックに遭遇し同行を請われる。半ば流される形でアドロアスへ向かうことになり、そこでアーヴィンと怪物レイン、赤い霧が引き起こしている危機的状況を知る。
現実世界とアドロアス界。2つの世界の危機が露わとなった時。主人公達（ヒーローズ）の英雄譚（ファンタジア）が高らかなる凱歌を上げる。

## オリジナルキャラクター
渡 英司（わたり えいじ） / 不堂 忍（ふどう しのぶ）
声 - 細谷佳正（英司） / 日笠陽子（忍）
本作の主人公（プレイヤーキャラクター）。ゲーム開始時にどちらを使うかを選択。名前および通称は自由に変更できる。
現実世界の民間調査会社「沢田国際リサーチ」（通称：S.I.R.）に所属する調査エージェント。複数の特務機関の依頼により対アルター警務機関「ホーリー」の動向を監査していた途中、収監されていたカズマの脱走に巻き込まれ共犯の嫌疑をかけられる。騒動の最中、リナ＝インバースを引きつれたアドロアス界よりの使者リュードックに出会い、父がアドロアスの英雄であったことを知らされ、父の遺志と魔法器具を継ぎ世界を救うよう請われる。
武器はリュードックから手渡された父の形見である魔導器の槍「クラック・エンホース」。これにより衝撃と結界のジフト（アドロアスの魔法）が使用可能となる。なお、女性の場合は左利きのためかクラック・エンホース改という多少違う武器となる。
渡 / 不堂 英雄
主人公の父親。現実世界側の人間だが、どういう経緯かアドロアスに迷い込み、以降何度も二つの世界を行き来していた。このため、息子/娘の槍の大会優勝や誕生日を祝うことができなかった。
自身の子供も同じようなことになると判断したのか、槍の特訓を積ませるなどをしていた。クラック・エンホースも元々は彼が使用していた。
全力で行使すれば、城を覆い尽くすほどの結界を2日継続させることもできる。
赤い霧を防ぐ以外にも、それに乗じた犯罪などをアーヴィンとともに解決していた模様。
なお、S.I.R.の「戦闘は行わない」という理念は、当時の英雄の信念を受け継いだものである。
沢田 美千恵
声 - 金元寿子
主人公の助手。通称はミッチ。アシスタントとしての責務から主人公について回る。高い記憶力を持ち、主人公をサポートする。非戦闘キャラクター。
スーン・セリッシュ
声 - 遠藤綾
アドロアスを統治していたスーン王家の姫君。世界を救うため主人公の力を求める。アーヴィンの現実世界征服のプランに反対し、反乱を起こされて森の中にレジスタンス運動のキャンプを張る。
誇り高く正義感も強いが、その正義感を押し付け気味なところがある。
リュードック
セリッシュの味方である下級魔導士。跳躍等の珍しいジフトを使うことができる。 跳躍ジフトを使用した逃げ足は主人公に「厄介だ」と言わせるほどに素早い。
様々な口車で各キャラを引き込もうとする他、主人公を現実世界に返さないために堂々とセリッシュに嘘をついたりすることから、「詐欺師」等と呼ばれることがある。
アーヴィン・メイソー
声 - 宮本充
アドロアスの民を救うために現実世界の支配をたくらむ大魔導師。その目的のため、現実世界の様々な闇の組織と接触し、同盟を組ませる。
現実世界に感動し、全身全霊惹きつけられている。その様は無常の発言等から分かる。
責任感等は強いのだが、ジフトの才能こそがその人間の存在価値というアドロアスの風習には反対的である模様。
命を操る生体ジフトという希少なジフトの使用者。
内心では、その重圧に耐えかねている様子もあり、酒に酔った夢の中で幻影の英雄に対して繊細でもろい本心を吐露した。
レッド・ヒュー・オルガンティ
声 - 浪川大輔
アーヴィンの腹心であり、セリッシュの元許嫁候補。当初はアーヴィンの企みを知らずに従っていた。それを知って後、改めてアーヴィンに説得され、現実世界の支配を「正義」と信じるようになる。
権威主義者で強引な性格だが愛国心やセリッシュへの想いはそれなりにあるようで、アドロアスを捨てるという選択には最初迷いがあった。
魔導器の二連粒子砲「コンプレント・インサーン」を主武装とし、魔導騎士団長に君臨する。
アプトリオ
声 - 沢城みゆき
アーヴィンのもう一人の腹心。モッドリーフという国の最後の生き残りだが、モッドリーフの人間としての様子はほぼ見せない。
魔導器を介さずにジフトを発動できる「器知らず」と呼ばれる存在である。
リュードックへの信頼度はゼロであり、彼がセリッシュをたぶらかして連れ出したと信じて疑わない。
レイン
「おぞましい」としか表現できないような異様な姿を持つ怪物。爪の一振で次元の亀裂を生み出すことができる。現在、アーヴィンの制御下にある。
単純な戦闘能力のほかに、次元の断層を形成しダメージを無効化するという能力を有しているため、まず倒すことができないというきわめて厄介な相手。
エコーマインドという、周囲の人間の思考をオウム返しに喋る特徴がある。それ以外の言葉はまず喋らない。
半年に一度、摂食期というものがやってくるとアーヴィンのコントロールを受け付けなくなり、無差別に襲い掛かる可能性すら出てくる。なお、食料は心臓である（生物の種類は問わず）。

## 登場作品とそのキャラクター
以下はアニメ制作会社の50音順並び。主に原作との立場の差異などを記載する。

### アニプレックス作品

#### R.O.D -READ OR DIE-
小説・漫画、共に集英社より刊行（小説版はスーパーダッシュ文庫）。
ストーリー的には第一話から第二話の間。既にナンシーの名前は出ているが、リリエンタールはまだ生存しているようである。
読子・リードマン
声 - 三浦理恵子
いつも通りのビブリオマニアであり、ジョエルの日記すら読もうとした（断固阻止されたが）。
必殺技は玄奘三蔵を倒すときの乱れ投げから。
ナンシー・幕張
声 - 根谷美智子
ドレイク・アンダーソン
声 - 岩崎征実
玄奘三蔵
声 - 高橋広樹
平賀源内
声 - 大谷亮介
ジャン・アンリ・ファーブル
常に幼年期で登場。声優は当てられていない。
一休宗純
本作のストーリーが幕間であることに加え、そもそも戦闘するキャラではないため、ほとんど黒幕として登場するだけである。
ジョーカー

ウェンディ・イアハート

ジェントルマン

#### BLOOD+
小説・漫画、共に角川書店より刊行（漫画版の連載誌は『月刊少年エース』『ビーンズエース』）。
音無小夜
声 - 喜多村英梨
必殺技は誰が相手でも、自身の血を染み込ませた刀での斬撃となっている。
ハジ
声 - 小西克幸
デヴィッド

ジュリア
あまり出番はないが、一部でクルルを悔しがらせる活躍を見せる。
カイ＆リク
非戦闘員。特にリクは賑やかしレベルでしかない。
アンシェル
声 - 中田譲治
カール・フェイオン
声 - 佐々木望
この作品における、数少ないボスキャラクター。全体攻撃・スピリット変更などの攻撃を行うため、強敵である。

#### DARKER THAN BLACK -黒の契約者-
2作品で1ユニットの扱い。ボンズ作品だが、制作委員会のメンバーにアニプレックスが名を連ねる。『DARKER THAN BLACK -黒の契約者-』漫画版については『月刊Asuka』（角川書店）連載。
現実世界側に空いた次元の亀裂により、「黒の契約者」と「流星の双子」の2つの時間軸から飛ばされてきたという設定。ただし、MI6という組織は存在している。
黒〈ヘイ〉
声 - 木内秀信
基本的に仮面をかぶることはないが、ステータス画面で変更可能。なお、2年後の存在である蘇芳のことは当然知らない。
主人公と契約し、S.I.R.の雑務係という立場を保証してもらう代わりに、主人公に力を貸す。のちの蘇芳も同様。
銀〈イン〉

蘇芳〈スオウ〉・パブリチェンコ
声 - 花澤香菜
黒と親しい銀が近くにいるため、所々で対抗心を燃やしている。
猫（黒猫憑依態 / モモンガ憑依態）
それぞれの時間から飛ばされてきており、別々に存在している。モモンガの方が出番が多い。
ジュライ
声 - 浅井清己
ノーベンバー11
声 - 井上和彦
黒の世界の人間のはずだが、現実世界側のMI6に同じ人物がいた模様（既に死亡しているが）。
鎮目弦馬
声 - 三宅健太
紫苑だと勘違いしている蘇芳の他に、タママにも興味を示した。

### サンライズ作品

#### ケロロ軍曹
原作漫画は角川書店より刊行（連載誌は『月刊少年エース』）。
ケロロ軍曹
声 - 渡辺久美子
アンゴル＝モア
声 - 能登麻美子
ケロロの「必殺技」扱いで、積極的に話には加わらず「ていうか○○？」という発言メインだが、一部で大活躍する。
ギロロ伍長
声 - 中田譲治
タママ二等兵
声 - 小桜エツコ
黒のクールキャラっぷりに感動し、よく懐いている。従って、銀に対して罵声を浴びせることも。
クルル曹長
声 - 子安武人
要所要所で便利なアイテムを作り出す立ち位置。
攻撃は相手の能力を下げるという特殊なもの。
ドロロ兵長
声 - 草尾毅
日向冬樹
しゃべるモモンガや異世界の人間にも割と普通に順応した。
日向夏美

西澤桃華

東谷小雪
アリサ＝サザンクロス
自力でアドロアスへの移動が可能らしい。レインをダークレイスと思い、追跡中である。
556＆ラビー

オープニングに登場。主人公と一緒にホーリーの監察に訪れるが、騒動の中でいつの間にか消えていた。
ガルル中尉
声 - 大塚明夫
タルル上等兵
声 - 渡辺明乃
トロロ新兵

ゾルル兵長
声 - 矢尾一樹
プルル看護長

ヴァイパー
声 - 飛田展男
ほぼザコキャラクター扱い。ケロロの合流時に邪魔をしようと現れる。また森ではぐれた美千恵を襲いオーフェンに吹っ飛ばされる。
キルル完全覚醒体
ザナッファーと同様、封印が解けてアドロアスに迷い込んでいた。

#### スクライド
小説版は電撃文庫（アスキーメディアワークス）（漫画版はチャンピオン秋田書店）。
ストーリーの中核の一つ。カズマが捕まった辺りからストーリーが開始する。
カズマ
声 - 保志総一朗
第一形態だと、原作通り必殺技は3発しか使用できない。途中で第二形態に移行するが、その後も第一形態も使用可能。
劉鳳
声 - 緑川光
ことあるごとにカズマと喧嘩してはリナに仲裁される、ということを繰り返している。ただし、今回はホーリーに非が多いので言い負かされることが多い。
ストレイト・クーガー
声 - 津久井教生
アルター使いの翼手化など、明らかに理念から逸脱していくホーリーの有様を見かねて、割と早くジグマールと決別する道を選ぶ。
カズマ同様3発しか必殺技を打てない。
由詑かなみ
声 - 田村ゆかり
無常矜侍
声 - 白鳥哲
カズマたちの力だけでなく、アドロアスのジフトや契約者の能力にも興味を示している。
マーティン・シグマール
声 - 高田裕司
無常が他の組織の力を借りてホーリーを掌握したため、その暴走を抑えることがほとんどできなかった。
橘あすか
声 - 岩永哲哉
原作と違い、最後までホーリー隊員だが、クーガー離脱後は姿が見えなくなる。
来夏月 爽
いつも通りの役割。バーニングサマー敗退後は登場しなくなる。
晩夏
声 - 冬馬由美
仲夏
声 - まるたまり
初夏
声 - 大本眞基子

運慶

#### 舞-HiME
小説版は徳間デュアル文庫とメガミ文庫（漫画版はチャンピオン/秋田書店）。
ストーリーの中核の一つ。他作品のメンバーの影響で、終盤がやや異なる。深優を除き、全員必殺技にムービーがある。
鴇羽舞衣
声 - 中原麻衣
玖我なつき
声 - 千葉紗子
美袋命
声 - 清水愛
杉浦碧
声 - 田村ゆかり
深優・グリーア
声 - 浅井清己
菊川雪之
声 - 能登麻美子
藤乃静留
声 - 進藤尚美
結城奈緒
声 - 南里侑香

### J.C.STAFF 作品
以下、全てレインによって発生した次元の亀裂によりアドロアスに迷いこんだ形となる。

#### スレイヤーズREVOLUTION
旧作はイージーフィルム制作（劇場用はJ.C.STAFF）。原作小説は富士見書房より刊行。
ストーリー的には、ザナッファーを撃破した直後とのこと。
リナ＝インバース
声 - 林原めぐみ
ドラグ・スレイブのほかにギガ・スレイブを必殺技として選択可能。ただし、ギガスレイブは発動時にHPを半分消費する上に命中率が最も低い代わりに作中最高威力という極端な性能を持っている。
ガウリイ＝ガブリエフ
声 - 松本保典
武器である「曲がった剣」はレベルが上がることで外見を変更できるが、性能に変化はない。
ゼルガディス＝グレイワーズ
声 - 緑川光
非常に防御力が高い。PTの壁。
アメリア＝ウィル＝テスラ＝セイルーン
声 - 鈴木真仁
通常攻撃が回復魔法となっている。
ズーマ
声 - 飛田展男
魔獣ザナッファー
早々に復活しているが、理性が全くない。
ゼロス
どういう経緯でアドロアスに来たか不明だが、自由にリナの世界とを行き来できる模様。

#### 魔術士オーフェン
原作小説は富士見書房より刊行（新装版はTOブックスより刊行）。
オーフェン
声 - 森久保祥太郎
光の白刃はLvが上がる毎に枚数が増える。
クリーオウ・エバーラスティン
声 - 飯塚雅弓
マジク・リン
声 - 南央美
ボルカン＆ドーチン

チャイルドマン・パウダーフィールド
声 - 中田譲治
登場自体はせず、オーフェンの回想上に現れる。

#### 魔法戦士リウイ
原作小説は富士見書房（富士見ファンタジア文庫）より刊行（ソード・ワールドRPGはドラゴンブック）。
リウイ
声 - 小西克幸
メリッサ
声 - 井上喜久子
ミレル
声 - 松岡由貴
ジーニ
声 - 高山みなみ
レナード
声 - 三木眞一郎
イザベル
声 - 笠原留美
リリ
声 - 平松晶子
ジェイキンソン
声 - 西村知道

## 用語
アドロアス・オーク
物語の舞台の一方である、異世界。現在、国もヤップ・ナー以外は赤い霧によって滅び、人口も民衆1万人+魔導騎士団・魔導僧衆と極めて少なくなっている。
ジフト（後述）と呼ばれる魔術を主体としているが、その性質上発展や研鑽という概念が薄い。所有ジフト以外の努力をしようものなら人に笑われ、地域によっては「努力」という言葉すら存在しない場合もある。一応努力によって偉業を成し遂げた人物もいるようだが、極少数である。
ジフト
アドロアスでの魔術。発動には基本的に魔導器というアイテムを必要となる。
リナたちのそれとは異なり、遺伝による継承のみという極端な体系となっており、継承したジフトは成長するものの、新しくジフトを増やすことはできない。そのため、魔術を重視するヤップ・ナーでは下級から成り上がることはほぼ不可能となっている。ジフトは減退もする模様。
その種類は多岐に渡り、エネルギーを放つ「衝撃」、赤い霧を含めた物理的干渉を遮る「結界」などのほかに、建築・治療・芸術といったことまでジフトが存在する。そして、ジフトが存在する技術に関しては完全にその使い手に丸投げされている状態で、これらの技術は全く進んでおらず薬すら存在しない。アーヴィンが四川料理に感動したという話があるため、「料理」のジフトも存在する可能性がある。
現実世界の人間もジフトの素養があるようで、主人公およびその父親もジフトが使用可能。
赤い霧
レインの生み出した次元の裂け目から突如湧き出してきた謎の霧。大気や水が汚染されると酸素と二酸化炭素を破壊され、ありとあらゆる動植物は呼吸することができなくなり死滅する。アーヴィンのセリフからすると、死に様は相当むごたらしい様子。
発生しても2日ほどで消滅するが、条件次第では残留し続ける。また、過去8回の大量発生「大波」により、アドロアス・オークの大半を破滅に追い込んだ。
技術発展のないアドロアスでは次元の裂け目もろとも対策の打ちようがなかったが、終盤現実世界でその正体が判明する。

## 楽曲

### 主題歌
「THE LIGHTS OF HEROES」
作詞 - atsuko / 作曲 - atsuko、KATSU / 編曲 - KATSU / 歌 - angela
限定版に同梱されているサウンドトラックCDアルバム『HEROES PHANTASIA LIMITED EDITION SPECIAL SOUND TRACK CD』にはオープニングサイズ版が収録されている。

### 挿入歌
英雄モード（上記）時において各作品の主題歌（主には第1期OPテーマ）のインストゥルメンタルが流れる。
「光を継ぐもの」
作詞・作曲 - 宮内信子 / 編曲 - 菊田大介（Elements Garden） / 歌 - 桜川めぐ
バンプレストオリジナルキャラクターの英雄モード時に流される。本作品におけるバンプレストオリジナル専用主題歌。限定版に同梱されているサウンドトラックCDアルバム『HEROES PHANTASIA LIMITED EDITION SPECIAL SOUND TRACK CD』にフルバージョンが収録されている。

### 劇中サウンド
「HEROES PHANTASIA LIMITED EDITION SPECIAL SOUND TRACK CD」
Vocal - 桜川めぐ / Guitars - 加納望 / Directed, All Other Instruments & Programming - 菊田大介 / Mixed by 近藤久芳 / Sound Produced - Elements Garden / Production Management - 吹田亜沙美（ARIA Entertainment）/ Game Music - 宮内信子
タイトルの通り、限定版（LIMITED EDITION）に同梱されている。なお、このCDには上記各作品の主題歌インストゥルメンタルは収録されていない。